# Женска одбојкашка репрезентација Словеније
Женска одбојкашка репрезентација Словеније је репрезентација под контролом Одбојкашког савеза Словеније, представља Словенију у међународним одбојкашким такмичењима.

## Резултати на међународним такмичењима

### Олимпијске игре
Нема учешћа

### Светско првенство
Нема учешћа

### Европско првенство
| 1949 - 1991 | Као део СФРЈ          | Као део СФРЈ          | Као део СФРЈ          | Као део СФРЈ          | Као део СФРЈ          | Као део СФРЈ          | Као део СФРЈ          | Као део СФРЈ          | Као део СФРЈ          |
| 1993 - 2013 | Нису се квалификовали | Нису се квалификовали | Нису се квалификовали | Нису се квалификовали | Нису се квалификовали | Нису се квалификовали | Нису се квалификовали | Нису се квалификовали | Нису се квалификовали |
| 2015        | Први круг             | 16. место             | 3                     | 0                     | 3                     | 1                     | 9                     |                       |                       |
| 2017        | Нису се квалификовали | Нису се квалификовали | Нису се квалификовали | Нису се квалификовали | Нису се квалификовали | Нису се квалификовали | Нису се квалификовали | Нису се квалификовали | Нису се квалификовали |
| 2019        | Осмина финала         | 16. место             | 6                     | 2                     | 4                     | 6                     | 14                    |                       |                       |
| 2021        | Нису се квалификовали | Нису се квалификовали | Нису се квалификовали | Нису се квалификовали | Нису се квалификовали | Нису се квалификовали | Нису се квалификовали | Нису се квалификовали | Нису се квалификовали |
| 2023        | Први круг             | 20. место             | 5                     | 1                     | 4                     | 5                     | 12                    |                       |                       |
| Укупно      | 3 учешћа              | 3 учешћа              | 14                    | 3                     | 11                    | 12                    | 35                    |                       |                       |

### Светски Гран при
Нема учешћа

### Светски куп
Нема учешћа

### Лига нација
Нема учешћа